# Ernst Schlee (Pädagoge)

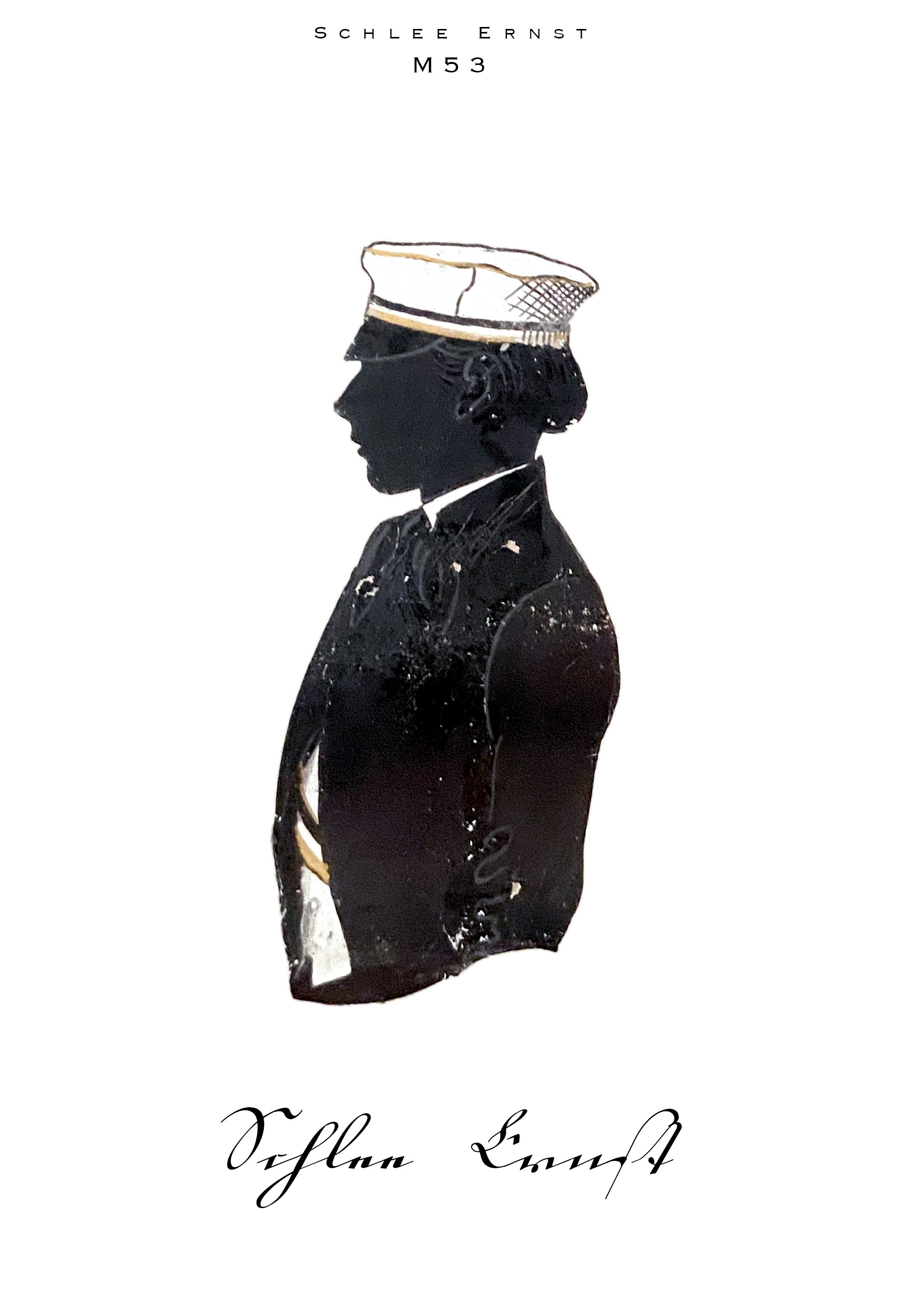
Ernst Schlee als Marburger Wingolfit

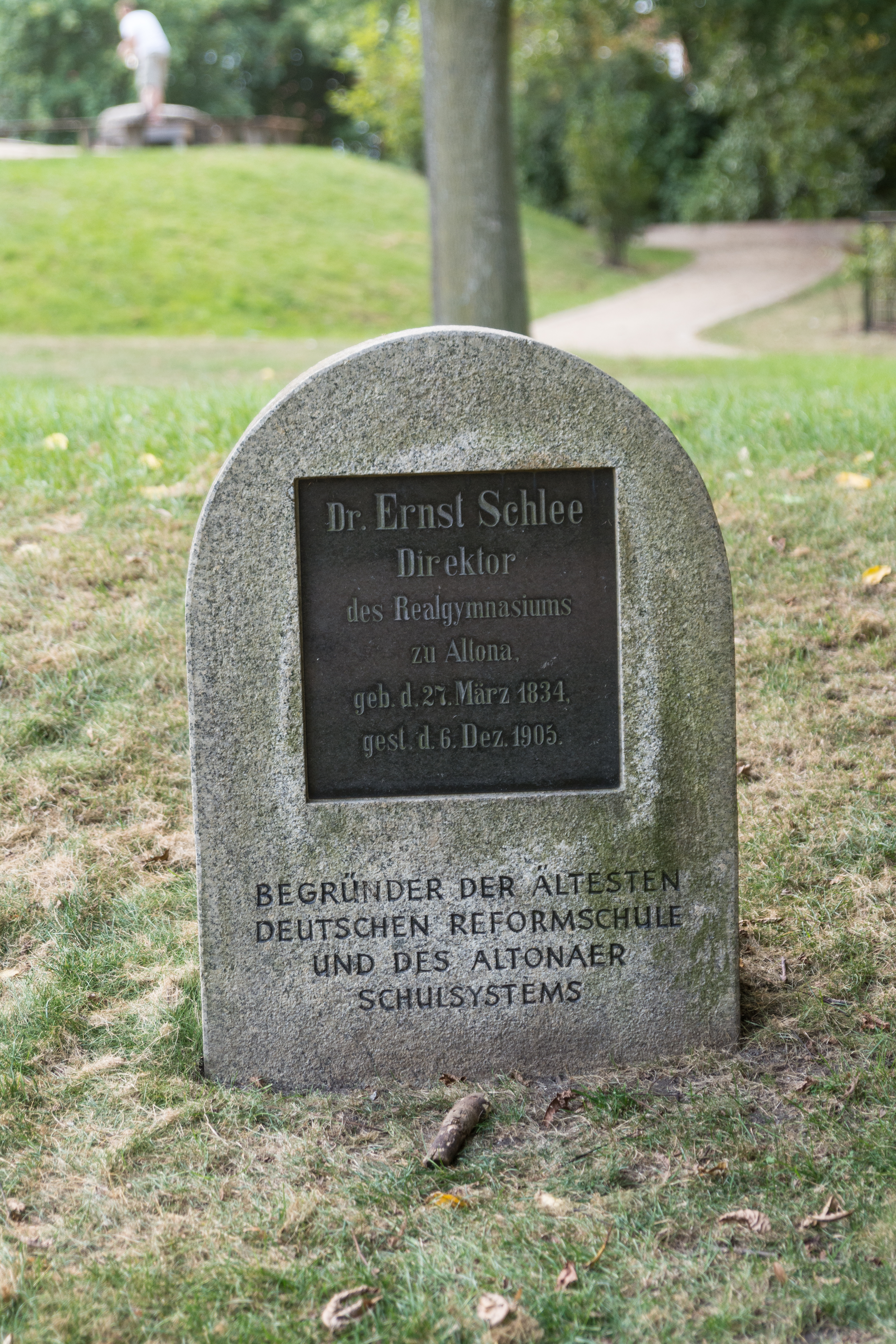
Gedenkstein im Schleepark

Ernst Schlee, voller Name: Georg Philipp Ernst Schlee (* 27. März 1834 in Ginnheim; † 6. Dezember 1905 in Altona) war ein deutscher Reformpädagoge in Altona.

## Leben
Er studierte 1853 in Marburg Theologie, wo er dem Marburger Wingolf beitrat. Seit Herbst 1857 war er Hauslehrer der Kinder des Kurfürsten und wurde 1863 Lehrer am Kadettenhaus in Kassel.
Ab 1867 war er Oberlehrer am Christianeum, welches seinen Standort damals im preußischen Altona hatte. 1871 wurde er zum Begründer und Direktor der ältesten deutschen Reformschule. Die als Realgymnasium gegründete und später nach ihm benannte Schule, das Ernst-Schlee-Gymnasium, wurde 1997 geschlossen.
Er setzte als Pionier des neusprachlichen Unterrichts in Preußen das Abitur ohne Latein und Griechisch durch, das so genannte Altonaer System.
An Ernst Schlee erinnert ein Gedenkstein in dem nach ihm benannten Schleepark, eine öffentliche Grünanlage entlang der Struenseestraße in Altona.

## Schriften
- Die Geschichte des Altonaer Realgymnasiums in den ersten 25 Jahren seines Bestehens. Festschrift zur Feier am 20. April 1896 (ub.uni-duesseldorf.de).